# Diphasia minuta
Diphasia minuta är en nässeldjursart som beskrevs av Chantal Billard 1920. Diphasia minuta ingår i släktet Diphasia och familjen Sertulariidae. Inga underarter finns listade i Catalogue of Life.